# Kazimierz Fabrycy
Kazimierz Fabrycy (Odessa, 3 marzo 1888 – Londra, 18 luglio 1958) è stato un generale polacco, già distintosi come ufficiale nel corso della prima guerra mondiale, e poi nella guerra sovietico-polacca.  Nel 1939 fu nominato comandante del Armata "Karpaty" che diresse in guerra dal 1 settembre al 6 settembre, poi Armata "Małopolska" (7-11 settembre) e quindi del testa di ponte rumena (11-18 settembre). Insignito della Croce d'argento dell'Ordine Virtuti militari.

## Biografia
Nacque il 3 marzo 1888 a Odessa, nell'allora Governatorato di Cherson, figlio di Antoni e Maria Żera. Stemma della famiglia Pelikan. Dopo aver conseguito il diploma al liceo di Nemirov, completò poi un anno di servizio militare nell'esercito imperiale russo divenendo sottotenente nel 1913. Successivamente studiò al Politecnico di Leopoli e all'Università tecnica di Monaco, dove conseguì la laurea in ingegneria nel corso del 1914. Era un membro attivo del Club turistico accademico di Leopoli. Durante i suoi studi partecipò attivamente alle attività delle organizzazioni indipendentiste polacche. Nel 1908 fu uno dei fondatori dell'Associazione di lotta attiva e due anni dopo della Związek Strzelecki. Negli anni 1909-1913 si diplomò alla Scuola Ufficiali dell'Associazione di lotta attiva e ricevette lo Odznaka Oficerska Związków Strzeleckich.
Dall'agosto 1914 combatté nelle Legioni polacche, venendo promosso tenente e poi capitano il 29 settembre. Comandò una compagnia nel 1º Reggimento di fanteria, poi fu ufficiale di stato maggiore del quartier generale della Legione, e successivamente comandante di battaglione nel 2° e 3° Reggimento di fanteria della Legione e comandante interinale del 1° Reggimento di fanteria delle Legioni. Promosso maggiore il 18 gennaio 1915, nell'ottobre dello stesso anno rimase ferito nella battaglia di Kukla. Nel luglio 1917, dopo a crisi del giuramento, fu internato a Forte Beniaminów. Dal 21 aprile 1918 prestò servizio nelle Polska Siła Zbrojna come tenente colonnello. Fu comandante del corso per ufficiali di fanteria e comandante dei quadri del 4° Reggimento di fanteria a Ostrów Mazowiecka, quindi comandante della guarnigione di Dęblin e organizzatore del corso di integrazione per ufficiali dell'ex I Corpo polacco in Russia.
Nel novembre 1918 assunse il comando del 4° Reggimento di fanteria, che fu rinominato 34° Reggimento di fanteria il 7 dicembre dello stesso anno. Il 18 gennaio 1919 fu nominato vice ispettore delle scuole di fanteria, e il 25 luglio successivo gli fu affidato l'incarico di capo di stato maggiore del comando distrettuale generale "Poznań". Durante la guerra sovietico-polacca (dal 12 febbraio 1920), comandò le Brigate di fanteria XXXI, XX e XXII distinguendosi nella riconquista di Slutsk. Promosso colonnello il 22 maggio 1920. Il 21 settembre 1921 assunse il comando della 3ª Divisione fanteria della legione a Zamość. Il 1° dicembre 1924 il presidente della Repubblica di Polonia, Stanisław Wojciechowski, lo nominò generale di brigata. Durante il Colpo di Stato di maggio 1926, si schierò con i golpisti. Il 20 agosto 1926 fu nominato 2° Vice Ministro degli Affari Militari che il 3 agosto 1931 rinominato 1° Vice Ministro degli Affari Militari. Mantenne questa carica fino al maggio 1934. Fu sostenitore della ristrutturazione dell'esercito e autore di un progetto respinto per una ricostruzione decennale dell'esercito (comprese le armi speciali). Lavorò attivamente per riorganizzare le scuole militari.  Il 10 novembre 1930 il presidente della Repubblica di Polonia, Ignacy Mościcki, gli conferì il grado di maggiore generale con anzianità dal 1° gennaio 1931.
Il 12 giugno 1934 il Presidente della Repubblica di Polonia lo destituì dall'incarico di Primo Vice Ministro degli Affari Militari e lo nominò Ispettore dell'esercito con sede a Leopoli.
Ricoprì la carica di Ispettore dell'esercito fino al settembre 1939. Secondo i presupposti del piano Wschód, avrebbe dovuto essere nominato comandante dell'Armata "Podole". Nel febbraio 1936 andò a caccia a Białowieża insieme al ministro del Terzo Reich, Hermann Göring. Nel 1937 fu patrono onorario della società sportiva LKS Pogoń Lwów.
Il 15 marzo 1939 il maresciallo Edward Śmigły-Rydz gli affidò, secondo il Piano Zachód  il comando della sezione del confine meridionale,  e l'11 luglio 1939 lo nominò comandante dell'Armata "Karpaty". Tale armata, secondo il piano difensivo Zachod, doveva essere l'asse di ritirata di tutte le forze che si muovevano da nord e ovest verso sud-est e difendere il distretto industriale centrale. Era l'armata numericamente più debole, ma gli era stato affidato uno dei compiti più importanti: intrappolare le unità tedesche che attaccavano dalla Slovacchia nei passi dei Carpazi e non lasciarle uscire.
Durante la campagna difensiva di settembre prese una serie di decisioni sbagliate, i cui risultati compromisero la possibilità di difendere la Polonia sudorientale. Ad esempio, in seguito al ritiro prematuro della 24ª Divisione fanteria dalla linea Dunajec il 6 settembre e alla resa di Tarnów, si verificò una crisi nella posizione del Gruppo operativo "Bielsko" (nome in codice Boruta), che si trovava ancora sulla sponda orientale del fiume Dunajec, e di conseguenza il GO dovette combattere per avere la possibilità di attraversare il fiume. Allo stesso tempo, ciò causò difficoltà di rifornimento per il 10° BK, che intendeva attaccare il nemico a Tarnów. Soprattutto, però, grandi unità polacche lasciarono le principali vie di comunicazione (Cracovia-Rzeszów-Leopoli e Nowy Sącz-Sanok), che furono utilizzate dalle unità veloci tedesche (XII. Armeekorps, 4ª Divisione Leggera e 2ª Panzerdivision), contro le quali la 10 BK. Invece di ordinare all'11ª Divisione fanteria di sostenere con l'artiglieria le azioni delle deboli brigate da montagna,  ordinò al comandante di questa divisione di risparmiare l'unità fino al raggiungimento della linea sul fiume San, anche se ciò vanificò gli sforzi pianificati per le operazioni della 2ª e 3ª Divisione fanteria, disperdendole e consentendo al nemico di ottenere grandi successi con forze relativamente piccole. Allo stesso modo non trasmise al generale Kazimierz Łukoski l'ordine emesso l'11 settembre dal comandante del fronte meridionale, generale Sosnkowski, affinché l'11ª Divisione fanteria attaccasse dal fianco la 2. Infanteriedivision tedesca e sostenesse la combattiva 24ª Divisione fanteria polacca. Nonostante ciò, per volontà del maresciallo Rydz-Śmigły, il 6 settembre assunse il comando della nuova Armata "Małopolska". All'armata fu ordinato di ritirarsi e spostarsi in difesa sulla linea del fiume Vistola-San. Il 7 settembre emanò un ordine operativo impartito all'Armata  "Małopolska": La prima condizione per una ritirata riuscita è la disciplina e la coesione delle truppe, alle quali si deve attendere spietatamente, non rifuggendo dalle sanzioni più severe previste dalle leggi di guerra (...). Marciare il più possibile a di notte, con forze concentrate, scegliendo le posizioni per il giorno in zone boschive o dietro ostacoli, difendersi in gruppi compatti, cercando di opporsi in primo luogo ai mezzi corazzati. Il generale , nonostante dirigesse le operazioni a molti chilometri dalla prima linea: l'8 settembre 1939 era già a Siedliska vicino a Przemyśl, e il 10 settembre, dopo aver ricevuto l'informazione che i tedeschi erano a Sanok e Radymno, contro la volontà del generale Kazimierz Sosnkowski, decise di spostare il suo quartier generale a Leopoli. Poiché non conosceva la situazione operativa della sua armata, confuse il comandante in capo Śmigły-Rydz con i suoi rapporti inesatti (l'8 settembre riferì la distruzione della 24ª Divisione fanteria e la decimazione della 10ª Divisione fanteria, cose che non corrispondevano alla realtà), e calunniò perfino le unità sotto il suo comando, definendole demoralizzate.
L'11 settembre il tentativo di mantenere la linea sul San fallì. Il giorno dopo, il generale cessò di essere il comandante dell'Armata "Małopolska", e il comando di essa, come parte del cosiddetto fronte meridionale, fu preso dal generale Sosnkowski. Quel giorno, insieme al quartier generale dell'Armata, si trasferì senza giustificato motivo a Leopoli, situata nelle retrovie, rinunciando all'opportunità di comandare. Dopo il suo soggiorno a Leopoli rifiutò di tornare alla sua Armata, e si recò al Comando Supremo a Brėst sul fiume Bug Occidentale. Lì fu nominato comandante della testa di ponte rumena. I suoi compiti includevano il mantenimento dei valichi sul Dniester e le operazioni nell'area di Stanisławów-Stryj. I tentativi di ricostituire l'Armata "Karpaty"  fallirono in quel momento.
Il 18 settembre, dopo l'attacco dell'Unione Sovietica contro la Polonia, attraversò il confine con la Romania, venendo internato nel campo di Băile Herculane. Trascorse il resto della seconda guerra mondiale in Medio Oriente, prima nel Centro di riserva della Brigata Fucilieri Indipendente dei Carpazi, poi in altre formazioni di retrovia in Palestina.
Dopo la guerra si stabilì in Gran Bretagna dove acquistò e gestì un'azienda agricola, che gli permise di procurarsi mezzi di sussistenza.
Il 18 febbraio 1958 il Presidente della Repubblica di Polonia, August Zaleski, lo nominò membro del Capitolo dell'Ordine della Polonia restituta. Il 30 aprile 1958 a Londra fu eletto cancelliere del Capitolo dell'Ordine della Polonia Restituta, mantenendo questa carica fino alla morte avvenuta a Londra nella notte tra il 17 e il 18 luglio dello stesso anno. Fu sepolto nel cimitero di Hampstead.
Il 21 novembre 1911, a Lviv, sua moglie era Jadwiga Pawlewska (1888–1971), dalla quale ebbe una figlia, Jadwiga (nata nel 1916–1951, dal nome del marito Horoch) e un figlio (1919–2004).

### Annotazioni
1. ↑  Tale armata fu costituita con ciò che restava delle unità dell'Armata "Karpaty", dell'Armata "Kraków", del gruppo operativo "Bielsko" (nome in codice "Boruta"), de gruppo operativo "Śląsk" (nome in codice "Jagmin"), della Brigata di cavalleria "Kraków " e della 22ª Divisione fanteria da montagna.

### Fonti
1. 1 2 3 4 5 6 7  Generals.
2. 1 2 3 4 5 6 7 8 9 10 11 12 13 14 15 16 17 18 19 20 21 22 23 24 25 26 27 28 29 30  Dzelje.
3. 1 2  1939 pl.
4. 1 2 3 4  Gazeta.
5. 1 2  Desertwar.
6. 1 2 3 4 5  Łoza 1938, p. 169.
7. ↑  (PL) Sprawozdanie roczne Akademickiego Klubu Turystycznego we Lwowie za rok 1910, su pbc.rzeszow.pl, Lwów, 1911,  p. 19.
8. ↑  Czubiński 1989, p. 184.
9. ↑  Dz. Pers. MSWojsk., Nr 15 z 11 listopada 1930 roku, s. 323.
10. ↑  Dz. Pers. MSWojsk., Nr 14 z 22 grudnia 1934 roku, s. 245.
11. ↑  (PL) Minister Göring na polowaniu w Białowieży, in Express Lubelski i Wołyński, n. 57, 26 lutego 1936,  p. 3.
12. ↑  (PL) Lwowski klub sportowy „Pogoń” w roku 1937, su sbc.org.pl, Lwów, 1937,  p. 2.
13. 1 2 3 4  Polska Zbrojna.
14. 1 2 3 4 5 6 7 8 9 10 11 12 13 14  Łoza 1938, pp. 169-170.
15. ↑  Dziennik Personalny Ministerstwa Spraw Wojskowych nr 19 z 12.12.1929 r., s. 361.